# Premis Sonor
Els Premis Sonor, organitzats per La Mira Magazin amb la col·laboració de Catalunya Ràdio, reconeixen el pòdcast de qualitat en català.
En la primera edició, va haver-hi 168 participants amb una elevada presència balear i valenciana. Se'n van donar a conèixer els guanyadors, en 10 categories diferents, durant una gala del 13 de juny del 2022 a l'Antiga Fàbrica Damm de Barcelona.
Prop de 200 pòdcasts es van presentar a la segona edició, que es va celebrar en una gala d'entrega de premis el 15 de maig de 2023 al Camp Nou.
El 25 de gener de 2024 es va obrir el termini per presentar les candidatures per a la tercera edició. En total, hi van participar 217 candidatures. Els guardons es van entregar el 29 d'abril al Camp Nou.
El 30 d'abril de 2025 es van anunciar els finalistes de la quarta edició del certamen, en la qual  van participar més de dues-centes candidatures. Els guanyadors es van anunciar el 26 de maig en una gala a l'Auditori 1899 de l’Spotify Camp Nou.

## Guanyadors de la I edició (2022)
| Categoria                                | Títol del pòdcast              | Locutor, autor o grup        | Imatge |
| ---------------------------------------- | ------------------------------ | ---------------------------- | ------ |
| Millor pòdcast de ficció                 | Berícid Sulfúric               |                              |        |
| Millor pòdcast de narrativa de no-ficció | Mòbil, cartera, claus          | Març Llinàs                  |        |
| Millor pòdcast d'entreteniment           | Van fer història               |                              |        |
| Millor pòdcast conversacional            | Fans de l'Alcover-Moll         | Martí Sales                  |        |
| Millor pòdcast publicitari               | -                              | -                            |        |
| Millor pòdcast d'innovació               | Miliciana. Diari d’una batalla | IB3 Ràdio                    |        |
| Millor realització i disseny sonor       | La torre de vidre              | Catalunya Ràdio              |        |
| Millor guió                              | Barcelona AMB Paraula d'arxiu  | Arxiu Municipal de Barcelona |        |
| Millor producció                         | Projecte veus                  |                              |        |
| Millor podcaster                         | Oye Polo i La família          | Maria Rovira                 |        |
| Premi del Públic                         | La partida                     | Ràdio Ciutat de Tarragona    |        |

## Guanyadors de la II edició (2023)
| Categoria                                | Títol del pòdcast                                                          | Locutor, autor o grup                                        | Imatge                             |
| ---------------------------------------- | -------------------------------------------------------------------------- | ------------------------------------------------------------ | ---------------------------------- |
| Millor pòdcast de ficció                 | Mix 97                                                                     | Catalunya Ràdio                                              | Equip del pòdcast amb el premi.    |
| Millor pòdcast de narrativa de no-ficció | Comarcal 947                                                               | Catalunya Ràdio                                              | Eloi Barrera rebent el premi.      |
| Millor pòdcast d'entreteniment           | S'ha escrit un podcast                                                     | El Terrat                                                    | Equip del pòdcast rebent el premi. |
| Millor pòdcast conversacional            | Deparkineo                                                                 | Ràdio Godella (Marta Meneu, María L. Devesa i Carmen Alonso) | Equip del pòdcast rebent el premi. |
| Millor pòdcast publicitari               | Sala 113. Històries arxivades                                              | Direcció General del Patrimoni Cultural                      | Equip del pòdcast rebent el premi. |
| Millor pòdcast d'innovació               | CCCC Podcast                                                               | Centre del Carme (Amàlia Garrigós i Edu Comelles)            | Amàlia Garrigós rebent el premi.   |
| Millor realització i disseny sonor       | Berícid Sulfúric                                                           |                                                              | Equip del pòdcast rebent el premi. |
| Millor guió                              | La victòria de Derbi                                                       | La Mira                                                      | Equip del pòdcast rebent el premi. |
| Millor producció                         | País invisible                                                             | Associació per la Difusió d'Occitània a Catalunya            | Equip del pòdcast rebent el premi. |
| Millor podcaster                         | Clàudia Rius, Paula Carreras, Rita Roig i Ofèlia Carbonell (Gent de Merda) | Radio Primavera Sound                                        | Equip del pòdcast rebent el premi. |
| Premi del Públic                         | Tardeo                                                                     | Radio Primavera Sound (Andrea Gumes)                         | Equip del pòdcast rebent el premi. |

## Guanyadors de la III edició (2024)
| Categoria                                | Títol del pòdcast      | Locutor, autor o grup                      | Imatge                             | Finalistes |
| ---------------------------------------- | ---------------------- | ------------------------------------------ | ---------------------------------- | --- |
| Millor pòdcast de ficció                 | Ui, si aixequés el cap | Ràdio Capital de l'Empordà                 | Equip del pòdcast amb el premi.    | - La Caverna de Deimos - L'entresol                                                                            |
| Millor pòdcast de narrativa de no-ficció | Extrema Catalunya      | Catalunya Ràdio                            | Eloi Barrera rebent el premi.      | - Campeón! - Univers Integra                                                                                   |
| Millor pòdcast d'entreteniment           | Puja al puto robot!    | Radio Primavera Sound                      | Equip del pòdcast rebent el premi. | - El dolcet pal cafè - L'Arrabassada                                                                           |
| Millor pòdcast conversacional            | Pati de butaques       | Júlia Mérida Coli                          | Júlia Mérida rebent el premi.      | - Com dir-t'ho - Llegir                                                                                        |
| Millor pòdcast branded content           | Beines de Mielina      | Institut Guttmann                          | Equip del pòdcast rebent el premi. | - L'Espurna - Paraules habitables                                                                              |
| Millor pòdcast d'innovació               | El llindar             | Catalunya Ràdio                            | Amàlia Garrigós rebent el premi.   | - RecerCA’T, el pòdcast de Ciència Oberta - Retorn al niu                                                      |
| Millor realització i disseny sonor       | Terra cremada          | Catalunya Ràdio                            | Equip del pòdcast rebent el premi. | - El pas dels llops - En sèrie. Una col·lecció de relats                                                       |
| Millor guió                              | El sedàs               |                                            | Equip del pòdcast rebent el premi. | - L'Orella - Furtiva Biblioteca Freak                                                                          |
| Millor producció                         | El mar. El mur         | Catalunya Ràdio                            | Equip del pòdcast rebent el premi. | - La cullerada - Naps i Cols                                                                                   |
| Millor podcaster                         | La turra               | Alba Riera                                 | Equip del pòdcast rebent el premi. | - Tabac i sobrassada - La Trinae                                                                               |
| Premi del Públic                         | Xapa La Ràdio          | Pep Gascon, Marc Ventura i Mario Rodríguez | Equip del pòdcast rebent el premi. | - L'Arrabassada - La turra - Desobediència Cruyffista - El llindar - La Riota - Anam Fent - El dolcet pal cafè |

## Guanyadors de la IV edició (2025)
| Categoria                                | Títol del pòdcast                           | Locutor, autor o grup                         | Imatge                          | Finalistes                                                                               |
| ---------------------------------------- | ------------------------------------------- | --------------------------------------------- | ------------------------------- | ---------------------------------------------------------------------------------------- |
| Millor pòdcast de ficció                 | 7 dies per a morir                          | À Punt                                        | Equip del pòdcast amb el premi. | - Rondalles de Catalunya - Heus aquí... la ciència                                       |
| Millor pòdcast de narrativa de no-ficció | La mala memòria. Àlbum sonor contra l'oblit | Cultura i Conflicte                           | Equip del pòdcast amb el premi. | - 1238. La conquesta de València - Torturades                                            |
| Millor pòdcast d'entreteniment           | El dolcet pal cafè                          |                                               | Equip del pòdcast amb el premi. | - Viatge a Ganimedes - No cardis                                                         |
| Millor pòdcast conversacional            | Plaersdemavida                              | Radio Primavera Sound                         | Equip del pòdcast amb el premi. | - Easy catalan - Velles                                                                  |
| Millor pòdcast branded content           | Greal: el secret de les vuit claus          | Agència Catalana de Turisme                   | Equip del pòdcast amb el premi. | - Això no és un càsting - Trobades al Tram                                               |
| Millor pòdcast d'innovació               | Som com som                                 | 3Cat/Producciones Silvestres                  | Equip del pòdcast amb el premi. | - No són hores - Rondalles de no-ficció                                                  |
| Millor pòdcast de proximitat             | Puiggraciós, amb Al Fons a l'Esquerra       | Ràdio Silenci                                 | Equip del pòdcast amb el premi. | - Discapaci… què? - Miralls de memòria                                                   |
| Millor realització i disseny sonor       | El pas dels llops                           | El Refugi                                     | Equip del pòdcast amb el premi. | - Esplugues 1939 - Remor de pedra                                                        |
| Millor guió                              | Borja, de València al Vaticà                | À Punt/La República Independiente de la Radio | Equip del pòdcast amb el premi. | - El dia abans del col·lapse - De part de bo                                             |
| Millor producció                         | Debriefing Garbo                            | 3Cat/La Mira/Antàrtida                        | Equip del pòdcast amb el premi. | - L'hora fosca - Veus des del Fang                                                       |
| Millor podcaster                         | Grau x Grau                                 | Laura Grau                                    | Equip del pòdcast amb el premi. | - Francesc Garriga - Pere-Andreu Jariot                                                  |
| Premi del Públic                         | La Figuereta                                | La Xarxa+                                     | Equip del pòdcast amb el premi. | - L'Arrabassada - 1238. La Conquesta de València - Ja m'entens - Gent Ràndom - Mapamundi |